# Organobapta
Organobapta là một chi bướm đêm thuộc họ Geometridae.